# Stowe (hrabstwo Lamoille)
Stowe – jednostka osadnicza w Stanach Zjednoczonych, w stanie Vermont, w hrabstwie Lamoille.